# Абрамичи
Абрамичи — хутор в Очёрском городском округе Пермского края России.

## История
До 2019 года входил в состав ныне упразднённого Спешковского сельского поселения Очёрского района.

## География
Хутор находится в юго-западной части края, в пределах денудационной Предуральской равнины, на расстоянии приблизительно 12 километров (по прямой) к северо-западу от города Очёра, административного центра округа. Абсолютная высота — 188 метров над уровнем моря.
Климат
Климат характеризуется как континентальный, с морозной продолжительной зимой и коротким тёплым летом. Средняя многолетняя температура самого холодного месяца (января) составляет −15,5 °С (абсолютный минимум — −38 °С), температура самого тёплого (июля) — 17,5 °С (абсолютный максимум — 37 °С). Продолжительность безморозного периода — 115 дней. Среднегодовое количество осадков — 441 мм.

## Население
| 2010 |
| ---- |
| 2    |

Половой состав
По данным Всероссийской переписи населения 2010 года в половой структуре населения мужчины составляли 50 %, женщины — соответственно также 50 %.